# Richard Kahn (Unternehmer)
Richard Kahn (* 9. November 1890 in Bochum; † nach 1933) war ein deutscher Unternehmer in den 1910er- bis 1930er-Jahren. 

## Leben
Richard Kahn wurde als Sohn eines jüdischen Viehhändlers in Bochum geboren und ging bis zur zehnten Klasse auf eine Oberrealschule. Nach kurzer Arbeit in Unternehmen des Werkzeugmaschinenbaus begann er 1910 in diese Branche zu investieren. Da er jedoch nicht über ein größeres Vermögen verfügte, war er von Beginn an auf die Finanzierung durch Bankkredite angewiesen. Er trat in den nächsten Jahren auch mehrfach als Unternehmensgründer in Erscheinung. 1913 wurde Kahn Mitgesellschafter der Pfalz-Flugzeugwerke, die auf Initiative von Alfred Eversbusch gegründet wurde. Zusammen gründeten beide 1917 die Rhenania Motorenfabrik, die Eversbusch aber noch im selben Jahr verließ. Kahn verblieb somit als Alleingesellschafter und gliederte das Unternehmen in seine neue Industrieholding, die Richard Kahn GmbH ein. Über die Jahre wurden weitere Gesellschaften in den Konzern eingegliedert, dazu zählen unter anderem die Schnellpressenfabrik AG Heidelberg, die Deutschen Niles-Werke AG und die Vereinigten Fabriken C. Maquet AG. Mit weiteren Zukäufen von, teilweise unrentablen, Unternehmen stieg aber auch die Schuldenlast des Konglomerats immer weiter an. Die hohen Schulden resultierten 1932 im vollständigen Zusammenbruch des Konzerns. Am 4. April 1933 wurde Kahn in Schutzhaft genommen und wegen sogenannter Konkursverbrechen angeklagt. Da Kahns Söhne, die im Zweiten Weltkrieg innerhalb der französischen und britischen Streitkräfte dienten, nach Kriegsende das Eigentum ihrer Eltern einforderten, ist zu vermuten, dass Richard Kahn die Zeit des Dritten Reiches nicht überlebt hat. Ein genaues Todesdatum ist nicht bekannt. Dem Anspruch der Söhne auf die Unternehmen des ehemaligen Kahn-Konzerns wurde gleichwohl nicht stattgegeben, da nachgewiesen werden konnte, dass das Firmengeflecht seinerzeit aus rein wirtschaftlichen Gründen zusammengebrochen war und der Bankrott noch vor der Machtergreifung 1933 besiegelt war.